# Spotorno
Spotorno je italská obec a přímořské letovisko v provincii Savona v oblasti Ligurie. Žije zde 3685 obyvatel a rozloha obce činí přibližně 8 km².

## Poloha
Spotorno leží na břehu Ligurského moře, přesněji v jeho části zvané Riviera delle Palme. Nachází se přibližně 45 kilometrů západně od hlavního města Ligurie Janova a asi 9 kilometrů severozápadně od Savony.
Území Spotorna sousedí s následujícími obcemi: Bergeggi, Noli, Vado Ligure a Vezzi Portio.

## Partnerská města
- Saarbrücken, Německo (od roku 1958)
- Bad Dürrheim, Německo
- Høje-Taastrup, Dánsko